# Legal (Special Ed)
Legal è il secondo album del rapper statunitense Special Ed, pubblicato nel 1990 da Profile Records nei mercati di Stati Uniti e Regno Unito.
In questo primo disco da maggiorenne Special Ed mostra la sua ottima tecnica di rapping e le proprie qualità come abile narratore: ciononostante, il prodotto non si eleva al di sopra della media a causa delle poche narrazioni e della troppa vanteria.
| Recensione | Giudizio |
| ---------- | -------- |
| AllMusic   | [ 1 ]    |

## Tracce
1. Come On, Let's Move It – 3:27
2. The Mission – 3:56
3. Ya Not So Hot – 3:54
4. I'm the Magnificent (The Magnificent Remix) – 4:12
5. I'm Special Ed – 4:07
6. Ya Wish Ya Could – 3:46
7. Ready 2 Attack – 3:35
8. 5 Men and a Mic (feat. 40-Love, Akshun, Coolie Man & Little Shawn) – 4:42
9. Livin' Like a Star – 3:35
10. See It Ya (feat. Drew Archer) – 2:50

## Classifiche settimanali
| Classifica (1990)         | Posizione massima |
| ------------------------- | ----------------- |
| Stati Uniti               | 84                |
| US Top R&B/Hip-Hop Albums | 15                |